# Johan Wilhelm Blanken

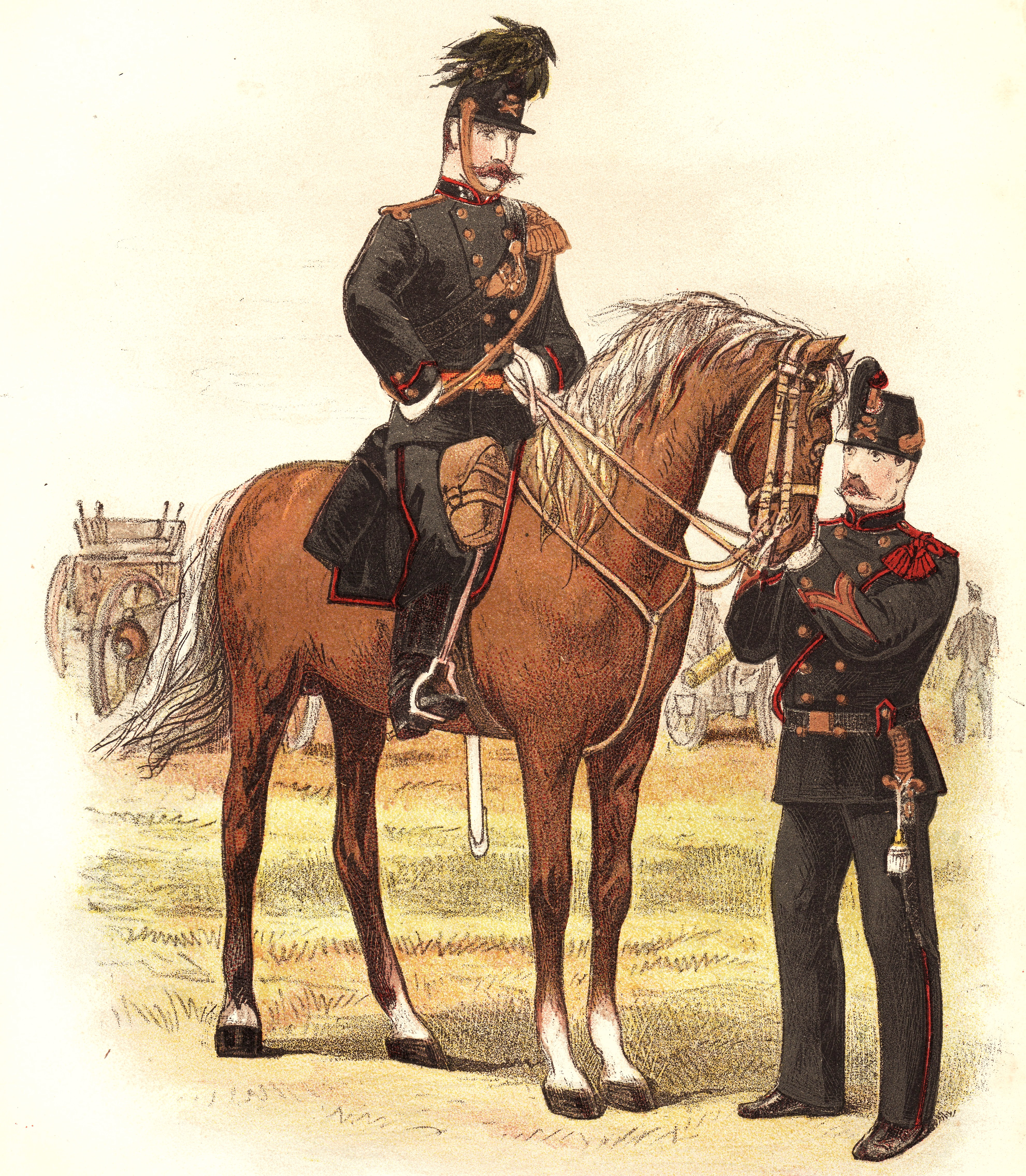
Vesting- en veldartillerie

Johan Wilhelm Blanken (Emden, 27 juni 1806 – Bloemendaal, 25 juni 1880) was een Nederlands luitenant-generaal der artillerie en onder meer minister van Oorlog en Marine.

## Loopbaan
Blanken trad op 21 mei 1820 in dienst als cadet bij de Artillerie- en Genieschool te Delft, die hij op 18 juli 1824 verliet als tweede luitenant bij het tweede bataljon veldartillerie. Hij werd op 5 januari 1830 bevorderd tot eerste luitenant en overgeplaatst bij het vierde bataljon en na opheffing daarvan bij het eerste bataljon veldartillerie (8 maart 1831), onder bevel van luitenant-kolonel Du Bois. Gedurende de Tiendaagse Veldtocht diende hij bij de derde divisie infanterie, als tijdelijk toegevoegd aan de divisie-commandant Meijer, op wiens voordracht aan kolonel List, commandant der artillerie te velde, Blanken bij Koninklijk Besluit van 12 oktober 1831 nummer 92 werd begiftigd met het ridderkruis vierde klasse der Militaire Willems-Orde. Op 2 mei 1842 volgde zijn bevordering tot kapitein bij het tweede regiment artillerie, daarna bij het tweede regiment vestingartillerie (11 mei 1848), waarbij hij op 21 oktober 1856 optrad als majoor; het jaar daarop keerde hij terug naar de veldartillerie (12 mei 1857). In de rang van luitenant-kolonel (19 februari 1859) commandeerde hij van 13 augustus 1860 tot 19 januari 1861 het tweede regiment vestingartillerie en voerde tot 31 januari 1862 de directie der artillerie stapel- en constructiemagazijnen, in welke rang hij werd bevorderd tot kolonel (19 februari 1861).

### Minister van Oorlog

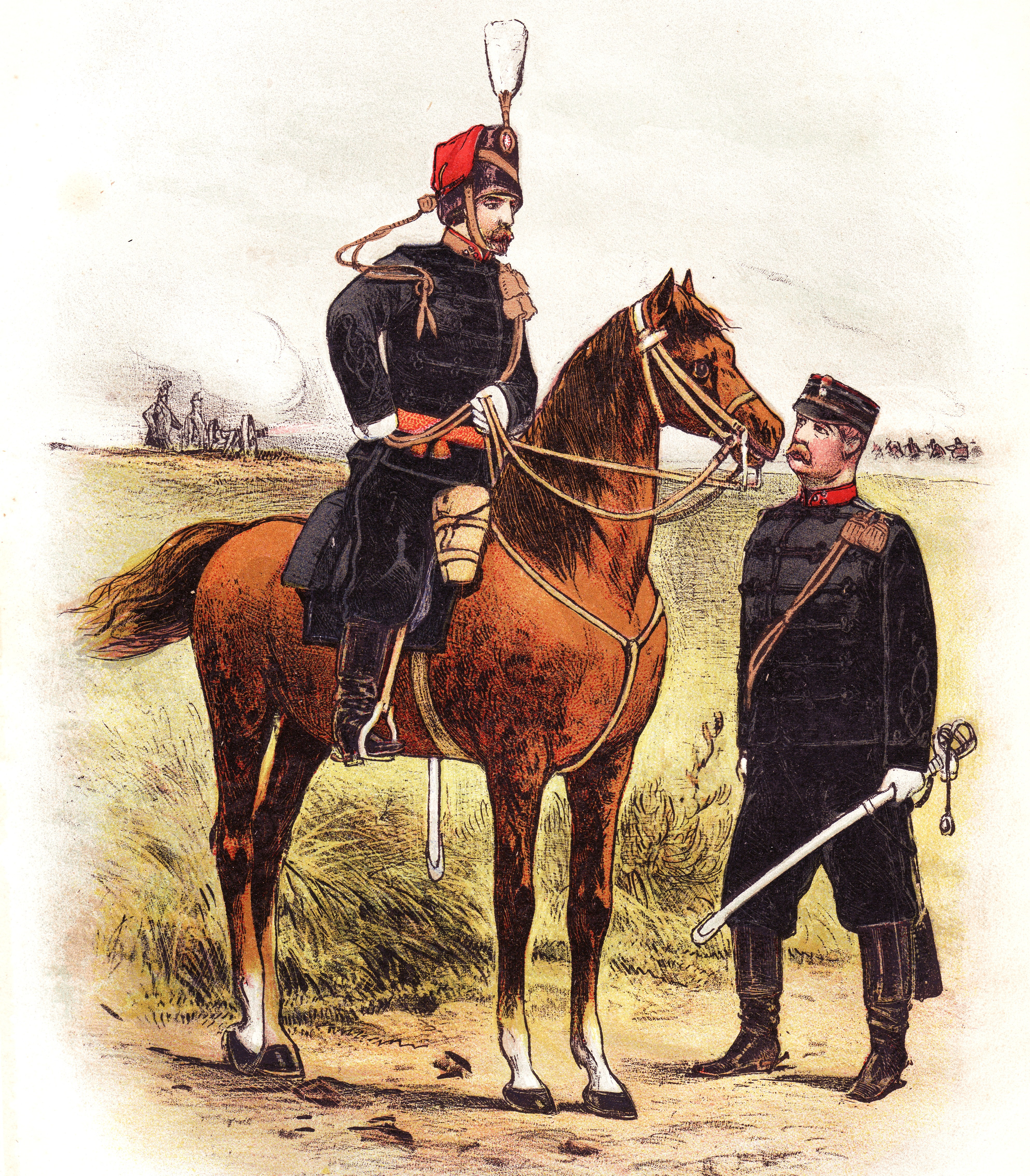
Generale staf

Bij de samenstelling van zijn Kabinet-Thorbecke II bood Thorbecke Blanken de portefeuille van Oorlog aan, die hij op 1 februari 1862 overnam van jonkheer De Casembroot. Bij het overlijden van de Minister van Marine Huyssen van Kattendijke, op 6 februari 1866, trad Blanken, sinds 19 februari 1863 tot generaal-majoor, twee jaar later tot luitenant-generaal bevorderd, als interim voor dit Departement op. Bij grote verschillen en strijd over de invoering der Indische wetboeken en wijzigingen in het koloniale beheer, duurde gedurende het tweede kabinet Thorbecke de trage uitvoering voort van het reeds in augustus 1840 volgens ontwerp van de Prins van Oranje en prins Frederik aangenomen stelsel van de geconcentreerde verdediging, dat was de Nieuwe Hollandse Waterlinie en de Stelling van Amsterdam, samen de Vesting Holland vormend. Dit ontwerp was tot op zekere hoogte het gevolg van het verblijf van de Nederlandse troepen tijdens de status quo van 1833 tot 1839 in Noord-Brabant, toen de prins-veldmaarschalk bij herhaalde bedreiging door overmacht het gemis van een geconcentreerde stelling levendig had gevoeld. Gedurende zijn nauwelijks tien jaar durende regering liet koning Willem II, daarna koning Willem III langzaam voortwerken aan aan de voltooiing van de Nieuwe Hollandse Waterlinie, op kleine schaal, ook aan de werken om Amsterdam, ten einde in verband met het droogmaken van het Haarlemmermeer in de verdediging van de hoofdstad te voorzien.

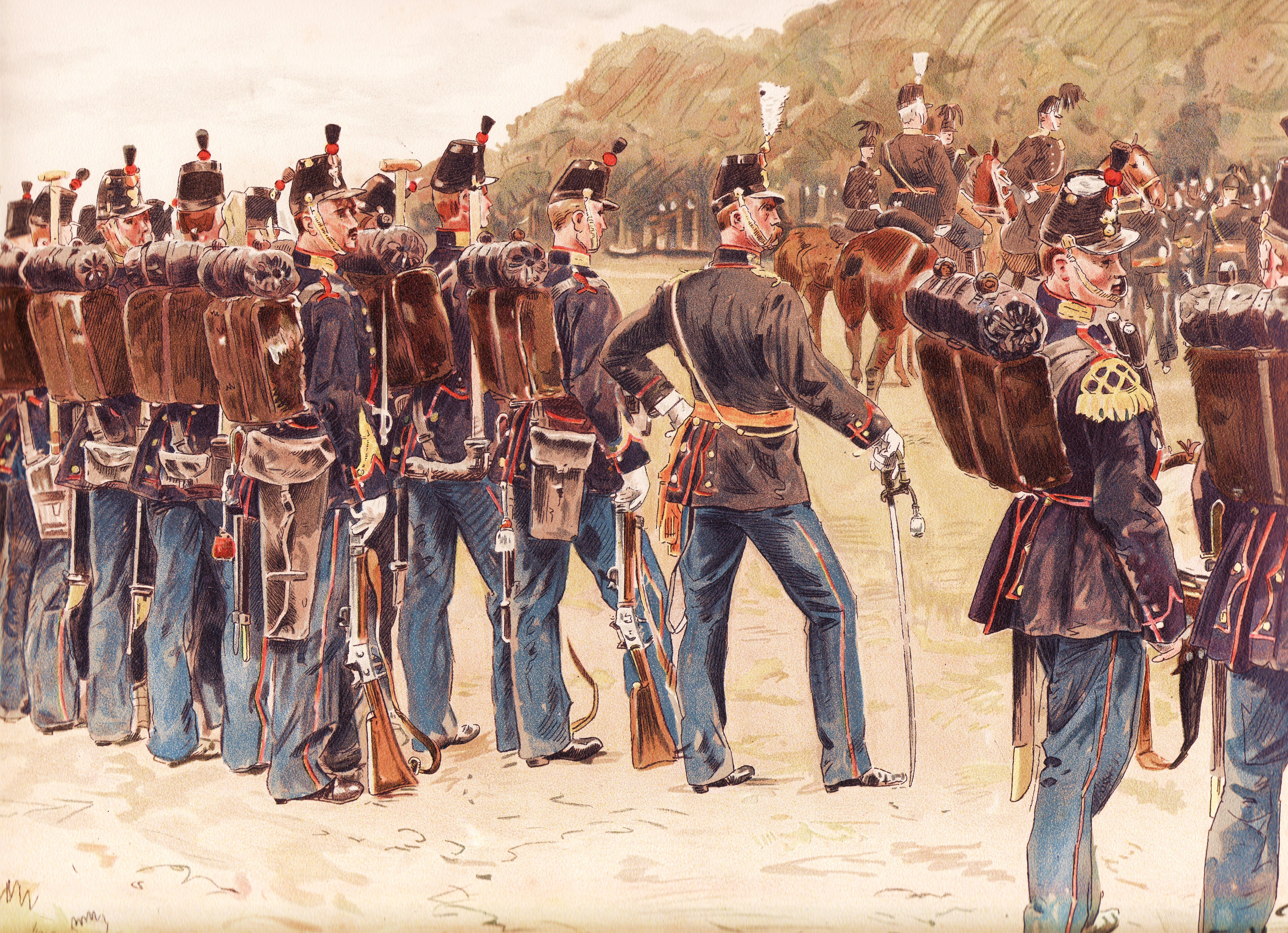
Korps genietroepen

Overeenkomstig het ontwerp van 1840 waren de slechts tot tijdelijk behoud ingerichte buitenfrontieren en strategische punten de Gelderse IJssel, de Grebbelinie, de Maaslinie, lopende van Pannerden over Nijmegen en Grave naar 's-Hertogenbosch, de Zuiderwaterlinie, de forten te Westervoort en te Pannerden, de geretrancheerde kampen van Nijmegen en Vucht nabij 's-Hertogenbosch, verder enkele vestingen in Noord-Brabant en Limburg, bestemd om bij een eventuele nederlaag de terugtocht van het veldleger naar het binnenfrontier, dat wilde zeggen de Nieuwe Hollandse Waterlinie, te verzekeren. Intussen viel tot 1860, bij verwezenlijking van slechts een klein gedeelte van de ontwerpen van 1840, van concentratie der landsverdediging weinig te bemerken. Evenmin leidde de instelling, in april 1850, van het comité van defensie tot krachtige voortgang. De buiten de Vesting Holland nodig geachte werken bleven onuitgevoerd en de door Stieltjes, Knoop en anderen veelvuldig gewraakte schadelijke vestingen, zijnde voorwaarts gelegen permanente verdedigingswerken, die zonder enig nut tal van bezettingstroepen tot verdediging bonden, werden behouden. Dit duurde voort totdat de woorden, op nieuwjaarsdag van 1859 door Napoleon III tot de Oostenrijkse gezant gericht, de indruk gaven, alsof het Keizerrijk van de Vrede het geweld van het Eerste Franse Keizerrijk zou doen herleven.
Dit gevaar deed de regering voor korte tijd ontwaken uit haar rust met betrekking tot de landsverdediging. Na overweging door de ministers van Oorlog, de luitenant-generaals Van Meurs en jonkheer De Casembroot stelde het kabinetsbesluit van 7 maart 1860 de regeling vast der passieve weermiddelen. Bij behoud van nagenoeg alle schadelijke vestingen; dit was eerder een slap achteruit dan een voorwaarts. Als tegenstelling besloot België in datzelfde jaar tot inrichting der verschanste stelling van Antwerpen, dus een uiterste concentratie der verdediging, naar de denkbeelden van de beroemde luitenant-generaal De Brialmont. Het tweede ministerie Thorbecke en het eerste ministerie Geertsema, waarin Blanken op 9 februari 1866 overging, vielen samen met de Duits-Deense Oorlog van 1864, twee jaar later gevolgd door de Pruisisch-Oostenrijkse Oorlog, die aantoonden, dat de krachten van het Nederlandse leger geenszins toereikend zouden blijken voor een aan de grenzen aanvangende verdediging. Bovendien bracht de omwenteling in de bouw der Duitse en Belgische vestingen, eveneens in het zeewezen, het vestingstelsel nogmaals in een toestand, die op alle terreinen aanpassing vereisten.

### Latere loopbaan
Enige maanden na zijn benoeming tot adjudant van de koning in buitengewone dienst (1866), werd Blanken eervol ontheven van de betrekking van minister van Oorlog en de waarneming van het Marinedepartement (1 juni 1866). Op 8 december daarop volgend werd hij gepensioneerd en op 25 juni 1880 overleed hij te Bloemendaal en werd te Haarlem begraven. Blanken vervaardigde onder meer kaarten (1857) van de provincie Groningen (uitgegeven bij J. Oomkens). Hij was tot omstreeks 1872 lid van het kapittel der Militaire Willems-Orde en was naast ridder in de Militaire Willems-Orde ridder in de Orde van de Nederlandse Leeuw en ridder grootkruis in de Orde van de Eikenkroon.